# Ole Erevik
Ole Erevik, norveški rokometaš, * 9. januar 1981, Stavanger.
Leta 2010 je na evropskem rokometnem prvenstvu s norveško reprezentanco osvojil 7. mesto.